# Нарам-Син
Нарам-Син («Любимый Сином»; XIX век до н. э.) — правитель города Ашшура приблизительно в 1872—1845/1843 годах до н. э.
После него правил его сын Эришум II.
Нарам-Сина Ашшурского не следует путать с царём Аккада Нарам-Сином (имена взаимозаменяемы), который правил на пол тысячелетия раньше. Высказывалось мнение о тождестве ашшурского Нарам-Сина с одноимённым царём Эшнунны, однако это трудно доказать.